# Quartier Gaillon
Le quartier Gaillon est le 5e quartier administratif de Paris, il est situé dans le 2e arrondissement. C'est à la fois le plus petit et le moins peuplé de tous les quartiers de la capitale.

## Limites
Les rues qui délimitent le quartier sont le boulevard des Italiens et des Capucines au nord, la rue Saint-Anne et rue de Gramont à l'est, la rue des Petits-Champs et la rue Danielle Casanova au sud.

## Situation et monuments
Le quartier a une superficie de 18,8 hectares.

Les quartiers administratifs du 2e arrondissement.

## Démographie
Population historique du quartier :
| Année (recensement national) | Population | Densité (hab. par km²) | Croissance depuis le dernier recensement |
| ---------------------------- | ---------- | ---------------------- | ---------------------------------------- |
| 1860                         | 13 351     |                        |                                          |
| 1954                         | 3 581      |                        |                                          |
| 1962                         | 3 312      |                        |                                          |
| 1968                         | 2 930      |                        |                                          |
| 1975                         | 2 090      |                        |                                          |
| 1982                         | 1 480      |                        |                                          |
| 1990                         | 1 405      |                        | − 5,1 %                                  |
| 1999                         | 1 345      |                        | − 4,3 %                                  |